# Infinity Hill
Infinity Hill es una compañía internacional dedicada al desarrollo, producción y financiación de cine y televisión.  Fundada en noviembre de 2019, tiene sedes en Londres, Los Ángeles y Buenos Aires, y fue creada por los productores Axel Kuschevatzky, Cindy Teperman y Phin Glynn.

### Historia
La productora nació como un proyecto global con base en tres continentes, dirigido por Kuschevatzky desde Los Ángeles, Teperman desde Buenos Aires y Glynn desde Londres. Su primer largometraje fue The Doorman, protagonizado por Ruby Rose y Jean Reno, estrenado tras su presentación en el American Film Market y Berlín.
Durante la pandemia de COVID-19, Infinity Hill lanzó su primera serie de televisión, Staged, filmada de forma remota con Michael Sheen y David Tennant como protagonistas, y con apariciones especiales de figuras como Samuel L. Jackson, Judi Dench, Christoph Waltz, Ewan McGregor, Cate Blanchett, Phoebe Waller-Bridge, Adrian Lester, Nina Sosanya, Whoopi Goldberg, Ben Schwartz, Romesh Ranganathan, Michael Palin, Nick Frost, Simon Pegg, Hugh Bonneville, Ken Jeong, Jim Parsons, Josh Gad, Jim Broadbent y Olivia Colman. Emitida por la BBC One, fue un éxito inmediato en Reino Unido y logró distribución global.
La serie británica Staged constó de tres temporadas:
1. Temporada 1 – estrenada el 10 de junio de 2020 en BBC One, con un total de 6 episodios.
2. Temporada 2 – estrenada el 4 de enero de 2021 en BBC One, con 8 episodios.
3. Temporada 3 – estrenada el 24 de noviembre de 2022 en BritBox, con 6 episodios.

Además de estas temporadas, se emitieron especiales:
- Un especial de Año Nuevo el 31 de diciembre de 2021.
- Un especial titulado Staged Unseen el 24 de noviembre de 2022.[7]

Posteriormente, en febrero de 2020, firmó con Viacom International Studios un acuerdo de desarrollo por dos años, lo que impulsó producciones como El gerente (Paramount+), Amor es Amor (Love Is Love) y El rapto. 

### Filosofía y modelo de producción
Infinity Hill apuesta por historias "con ambición cinematográfica", incluso para plataformas streaming, desarrollándolas con visión para pantalla grande aunque se distribuyan vía OTT. La compañía se destaca por su versatilidad: desarrollan proyectos desde películas de gran escala hasta obras autorales, con flexibilidad de formato y un fuerte énfasis en la diversidad cultural. 

### Reconocimientos
La productora ha acumulado amplios palmarés en menos de cinco años:
- Premios y nominaciones: más de 248 nominaciones y 126 galardones.[11]
- Principales producciones galardonadas:
  - Argentina, 1985 – nominada al Óscar y BAFTA; ganadora de premios Globo de Oro y Goya.[12]
  - La caída – ganadora de International Emmy.[13]
  - El gerente – León de Oro en Cannes Lions.[14]
  - El aroma del pasto recién cortado – premio en Tribeca.[15]
  - Puan y El Jockey – premiados en San Sebastián.[16]
  - Un movimiento extraño – ganador en el Festival de Berlín.[17]

### Filmografia
- 2020: The Doorman
- 2020: Nasha Natasha
- 2021: El prófugo
- 2022: La Caída
- 2022: Argentina, 1985
- 2022: El gerente
- 2022: A Bit of Light
- 2023: La extorsión
- 2023: Amor es amor
- 2023: El rapto
- 2023: El aroma del pasto recién cortado
- 2023: Puán
- 2024: Matar al jockey
- 2024: A Bit of Light
- 2024: Un movimiento extraño
- 2024: Gigantes
- 2025: Glenrothan

- 2025: & Sons

### Series de TV
- 2020-2023: Staged (BBC One) (Temporadas 1, 2 y 3).

- 2023: 2023: La hija de Dios: Dalma Maradona (HBO max)